# 393 a.C.
Il 393 a.C. (CCCXCIII a.C. in numeri romani) è un anno  del IV secolo a.C.

## Eventi
- Alla morte di Neferites I, suo figlio Muthis diventa re d'Egitto, ma viene rovesciato dall'usurpatore Psammuthis.
- Aminta III diventa re di Macedonia dopo un periodo di interregno. (anno approssimato)
- Antalcida di Sparta si reca a Sardi per insidiare la pace tra ateniesi e persiani.
- Magna Grecia
  - Fondazione della Lega italiota (393 a. C. ?)
- Una risoluzione ateniese premia il poeta Filosseno di Citera.
- Conone, un anno dopo la vittoriosa battaglia a Cnido contro gli Spartani, rientra ad Atene trionfante e con una quantità d'oro tale da poter ricostruire le mura che collegavano il porto del Pireo ad Atene.
- Roma
  - Consoli Lucio Lucrezio Tricipitino Flavo e Servio Sulpicio Camerino

## Morti
- Archelao II di Macedonia, re
- Hernebkha, faraone egizio
- Neferite I, sovrano egizio
- Pausania di Macedonia, sovrano
- Psammuthis, faraone egizio